# Rodalies de Catalunya
Rodalies de Catalunya és una marca comercial utilitzada des de l'any 2010 per la Generalitat de Catalunya i Renfe Operadora per als serveis ferroviaris de rodalia i regionals que circulen a Catalunya. A partir del 2023, ERC i PSOE pacten la creació d'una nova empresa pública que, sota el nom Rodalies Catalunya, absorbirà la transferència d'unes línies dels serveis operats per Renfe Operadora a Catalunya.
Actualment, la xarxa compta amb set línies regionals no integrades a la xarxa de transport públic, set línies de rodalia integrades dins el sistema tarifari de l'ATM Àrea de Barcelona (exceptuant la R3 des de les estacions de Manlleu a la Tor de Querol), dues línies de rodalia al Camp de Tarragona integrades a l'Autoritat Territorial de la Mobilitat del Camp de Tarragona (ATM Camp de Tarragona) i una altra de rodalia a Girona també integrada actualment dins l'Autoritat Territorial de la Mobilitat de l'Àrea de Girona (ATM Àrea de Girona).
| Nom | <<                                    |                            | >>                                   | Operat |
| --- | ------------------------------------- | -------------------------- | ------------------------------------ | ------ |
|     | L'Hospitalet de Llobregat             | per Mataró                 | Maçanet-Massanes                     | Renfe  |
|     | Castelldefels                         |                            | Granollers Centre                    | Renfe  |
|     | Aeroport                              | per Granollers Centre      | Maçanet-Massanes                     | Renfe  |
|     | Sant Vicenç Calders                   | per Vilanova               | Estació de França                    | Renfe  |
|     | L'Hospitalet de Llobregat             | per Vic                    | La Tor de Querol                     | Renfe  |
|     | Sant Vicenç Calders                   | per Vilafranca             | Manresa                              | Renfe  |
|     | Cerdanyola Universitat                |                            | Barcelona Fabra i Puig/Molins de Rei | Renfe  |
|     | Martorell Central                     | per Cerdanyola Universitat | Granollers Centre                    | Renfe  |
|     | Barcelona-Sants                       | per Girona                 | Portbou/Cervera de la Marenda        | Renfe  |
|     | Barcelona Estació de França           | per Valls                  | Lleida Pirineus                      | Renfe  |
|     | Barcelona Estació de França           | per Tarragona i Reus       | Lleida Pirineus                      | Renfe  |
|     | Barcelona Estació de França           | per Tarragona i Reus       | Riba-roja d'Ebre                     | Renfe  |
|     | Barcelona Estació de França           | per Tarragona              | Tortosa/Ulldecona                    | Renfe  |
|     | Tarragona/Barcelona Estació de França | per Tarragona              | Salou - Port Aventura                | Renfe  |
|     | Tarragona                             |                            | Reus                                 | Renfe  |
|     | Port Aventura                         | per Tarragona              | L'Arboç                              | Renfe  |
|     | L'Hospitalet de Llobregat             | per Mataró i Girona        | Portbou                              | Renfe  |
|     | Cervera                               | per Tàrrega                | Lleida Pirineus                      | Renfe  |
|     | Terrassa Estació del Nord             | per Manresa                | Lleida Pirineus                      | Renfe  |

## Història
L'any 1979 s'implantà Cercanías de Barcelona, amb l'objectiu d'absorbir el tràfic de passatgers que cada dia entren i surten de la capital catalana, l'avui en dia anomenat commuting. Les rodalies es convertiren en una de les joies de la corona de Renfe, això no obstant, la realitat era que la xarxa es trobava en molt mal estat i requeria una modernització. L'any 1984 Renfe es troba en una situació econòmica crítica a causa de l'alt nombre de línies deficitàries, i per això decideix tancar-ne moltes, part de les quals van ser salvades per les comunitats autònomes. Es va produir una modernització d'instal·lacions, sobretot en estacions, per adaptar-se a les noves necessitats. L'any 1991 Renfe crea les unidades de negocio, a causa de la profunda reorganització del servei ferroviari en l’àmbit estatal i divideix l'operació en rodalies, mitja distància i llarga distància. Fins als JJ.OO. del 1992 es produeixen moltes obres i transformacions, una de les més rellevants, la supressió de les vies entre l'estació de França i Sant Adrià pel front marítim de Barcelona, i el desviament d'aquesta per la Sagrera i la compra de material mòbil especialment dissenyat per a serveis de rodalia. Es pot considerar que l'any 1992 la xarxa es consolida en la forma amb la qual la coneixem avui en dia.
L'any 2007 va tenir lloc l'anomenat "Caos ferroviari" de Bellvitge, en què, per culpa de les obres de l'arribada de l'AVE a Barcelona, es va produir un esvoranc a l'estació de Bellvitge que va obligar a suspendre el servei ferroviari i a la línia Llobregat-Anoia d'FGC. Les grans afeccions que va causar van crear una gran tempesta política que va acabar amb el "Traspàs de Rodalies" de l'any 2010. L'1 de gener del 2010 la titularitat de les Rodalies Barcelona va passar a ser de la Generalitat de Catalunya. Es va crear tota una nova marca: "Rodalies de Catalunya" i es va canviar el disseny dels trens, que passaren del disseny blanc-i-vermell tradicional de Renfe al blanc-i-taronja de Rodalies. Amb el traspàs, les responsabilitats sobre les rodalies van quedar repartides en tres parts: Adif (infraestructura), Renfe (operadora del servei), i la Generalitat (gestió i establiment dels horaris). Un any més tard es van traspassar també les línies de regionals, seguint el model de les rodalies, i es van incorporar a la marca Rodalies de Catalunya per a la seva gestió conjunta.

### Caos ferroviari

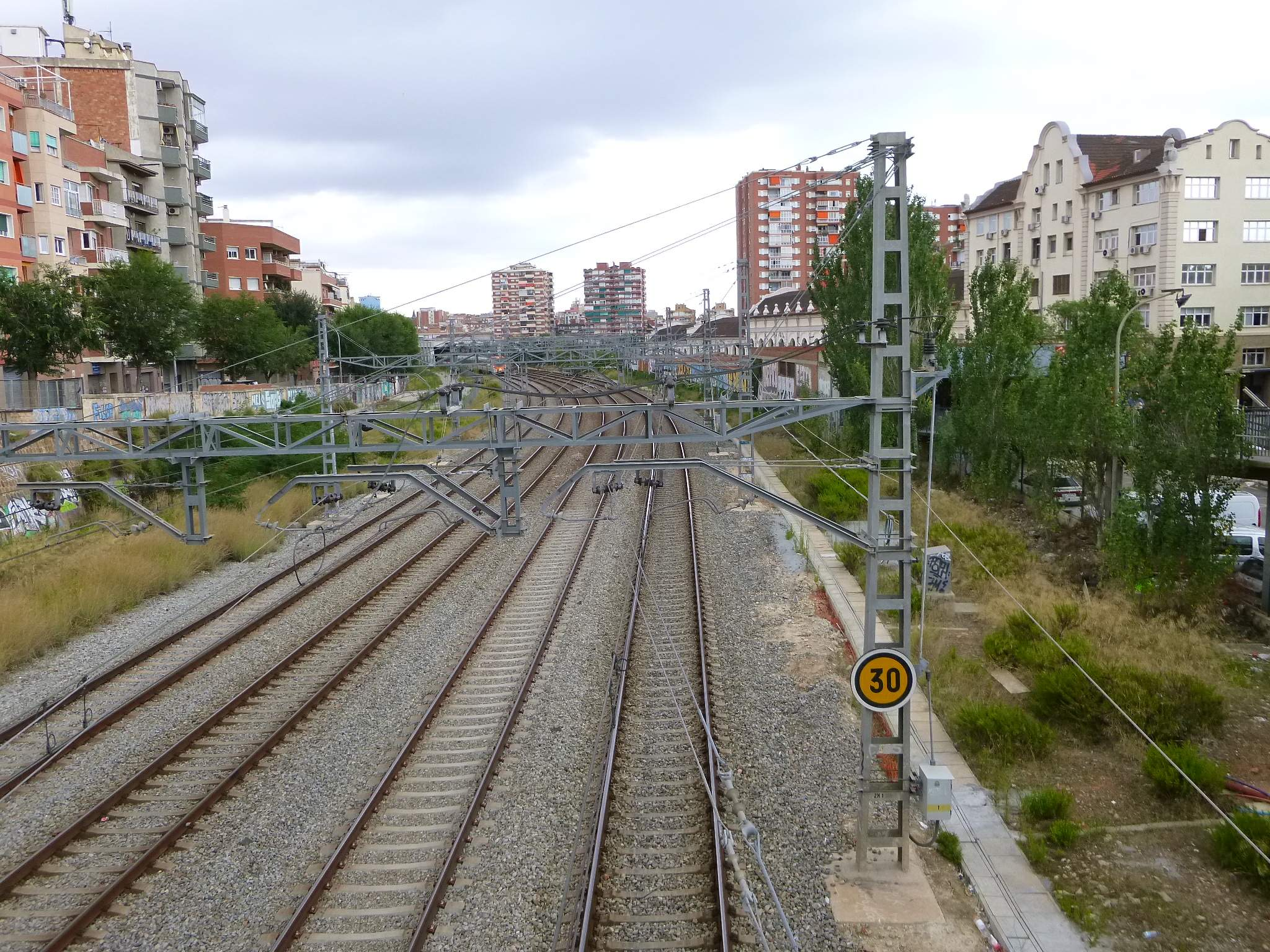
Entrada a Barcelona per l'Hospitalet, on es va construir el túnel de la LAV per sota de les línies convencionals.

Durant l'últim trimestre de l'any 2007 la xarxa de rodalia de Renfe Operadora, afectant també a la de regionals, va patir una sèrie de nombroses avaries i alteracions causades o empitjorades per la construcció de la Línia d'Alta Velocitat Madrid-Barcelona, que van obligar a introduir la denominada Devolució Xpress, que facilita la devolució de bitllets als viatgers que pateixin retards de més de quinze minuts. A la vegada, el Ministeri de Foment va prometre augmentar les inversions en les infraestructures ferroviàries.
Principalment, els problemes van incidir en la xarxa operada per Renfe Operadora i propietat d'ADIF, però de retruc també van afectar la Línia Llobregat-Anoia de Ferrocarrils de la Generalitat de Catalunya (FGC). La xarxa de Renfe va interrompre durant 40 dies alguns serveis, i els serveis de FGC durant dos mesos.

### Primer anunci de traspàs (2009)
Amb l'aprovació de l'Estatut d'Autonomia de Catalunya de 2006 es van iniciar les converses entre la Generalitat de Catalunya i el Govern d'Espanya sobre els traspassos de diferents serveis de ferrocarrils que eren competència de l'Estat i que la Generalitat reclama en virtut de l'article 169 de l'Estatut: "la Generalitat té competència exclusiva sobre els transports terrestres de viatgers i mercaderies per carretera, ferrocarril i cable que transcorrin íntegrament dins el territori de Catalunya". Després del "Caos ferroviari", José Luis Rodríguez Zapatero, president del Govern d'Espanya, es va comprometre a traspassar el servei de Rodalies de Renfe al gener de 2008.
Al maig del 2009, el president de la Generalitat José Montilla i el ministre de Foment José Blanco, ambdós socialistes, van acordar que a partir de l'1 de gener de 2010 la Generalitat es faria càrrec de freqüències, línies i preu, mentre catenàries, vies i estacions seguirien en mans d'Adif i el material continuaria sent propietat de Renfe. La Generalitat però no el finançament ni les infraestructures. El 29 de desembre de 2009 es va tancar el traspàs del servei de Rodalies de Renfe a Catalunya en una Comissió Mixta de Transferències Administració de l'Estat-Generalitat. L'acord reconeix a la Generalitat com l'autoritat ferroviària de Rodalies a partir de l'1 de gener de 2010.
El traspàs de Rodalies va consistir en el traspàs del control dels serveis ferroviaris de Rodalies Barcelona (gestió, regulació, planificació, coordinació i inspecció dels serveis i les activitats i la potestat tarifària) a la Generalitat, però no de la infraestructura (vies i estacions) ni del material mòbil. Renfe Operadora opera el servei mitjançant un contracte programa pel període 2006-2010 amb el Ministeri de Foment d'Espanya. En aquest, la Generalitat se subrogà en la posició de l'Estat fins a la fi de 2010 i Renfe passa a ser l'operadora del servei, aleshores la Generalitat podria firmar un nou contracte amb Renfe Operadora o bé buscar una altra operadora.
Els serveis que traspassats van ser totes les línies de Rodalies Barcelona i els serveis de la línia de Puigcerdà entre Vic i estació de Puigcerdà i la Tor de Querol. Un any més tard es va tancar l'acord del traspàs dels regionals, denominats per Renfe Mitjana Distància, el 17 de novembre del 2010 en una comissió mixta. Assumint la gestió l'1 de gener del 2011 i incorporant-los a la marca Rodalies de Catalunya com a serveis regionals. No es van incloure els serveis de regionals d'alta velocitat, Avant, ni els serveis entre comunitats autònomes com el de València i Saragossa.

### Dèficits d'inversió
Entre els anys 1990 i el 2018 l'Estat va invertir 3.700 milions d'euros a la xarxa de Rodalies de l'Estat, dels quals un 47%, es va destinar a Madrid, i un 17%, a Catalunya. La manca d'inversió permanent a la xarxa de rodalies va provocar incidències constants que van empitjorar el març amb la reobertura del servei ferroviari entre Tarragona i Barcelona després de les obres al túnel de Roda de Berà en 2025. Mentre a Madrid es van registrar 1.000 incidències en la xarxa ferroviària de rodalies, el 2024, a Catalunya es va arribar a unes 10.000.
Durant els governs d'Artur Mas (CiU/2010-2016), de Carles Puigdemont (JxSí/2016-2017) i Quim Torra la Generalitat va demanar obrir converses amb el govern espanyol, en concret amb el Ministeri de Foment i Adif, l'empresa pública que s'encarrega de les infraestructures ferroviàries, per solucionar la falta d'inversió de l'Estat, la qual provocava retards diaris als usuaris pel mal estat de la xarxa. Els governs de Mariano Rajoy es comprometien any rere any a augmentar les partides pressupostàries al ferrocarril català convencional, però els problemes van seguir sent reivindicats per la Generalitat. En resposta, el govern català i els diferents consellers de Territori i Sostenibilitat van proposar a l'Estat Espanyol el traspàs total de la xarxa ferroviària a la Generalitat (inversió i gestió de la infraestructura d'Adif també), al·legant que l'Estatut d'Autonomia de Catalunya de 2006 reconeixia aquestes competències a la Generalitat, però els successius executius espanyols s'hi van negar durant tots aquests anys defensant la continuïtat d'Adif al capdavant de les infraestructures ferroviàries de Catalunya, i en concret de les afectades línies de Rodalies de Catalunya.
En març de 2018 Mayte Castillo Vizcaíno, durant el darrer govern de Mariano Rajoy fou nomenada directora de Rodalies de Catalunya.

### Segon anunci de traspàs (2022)

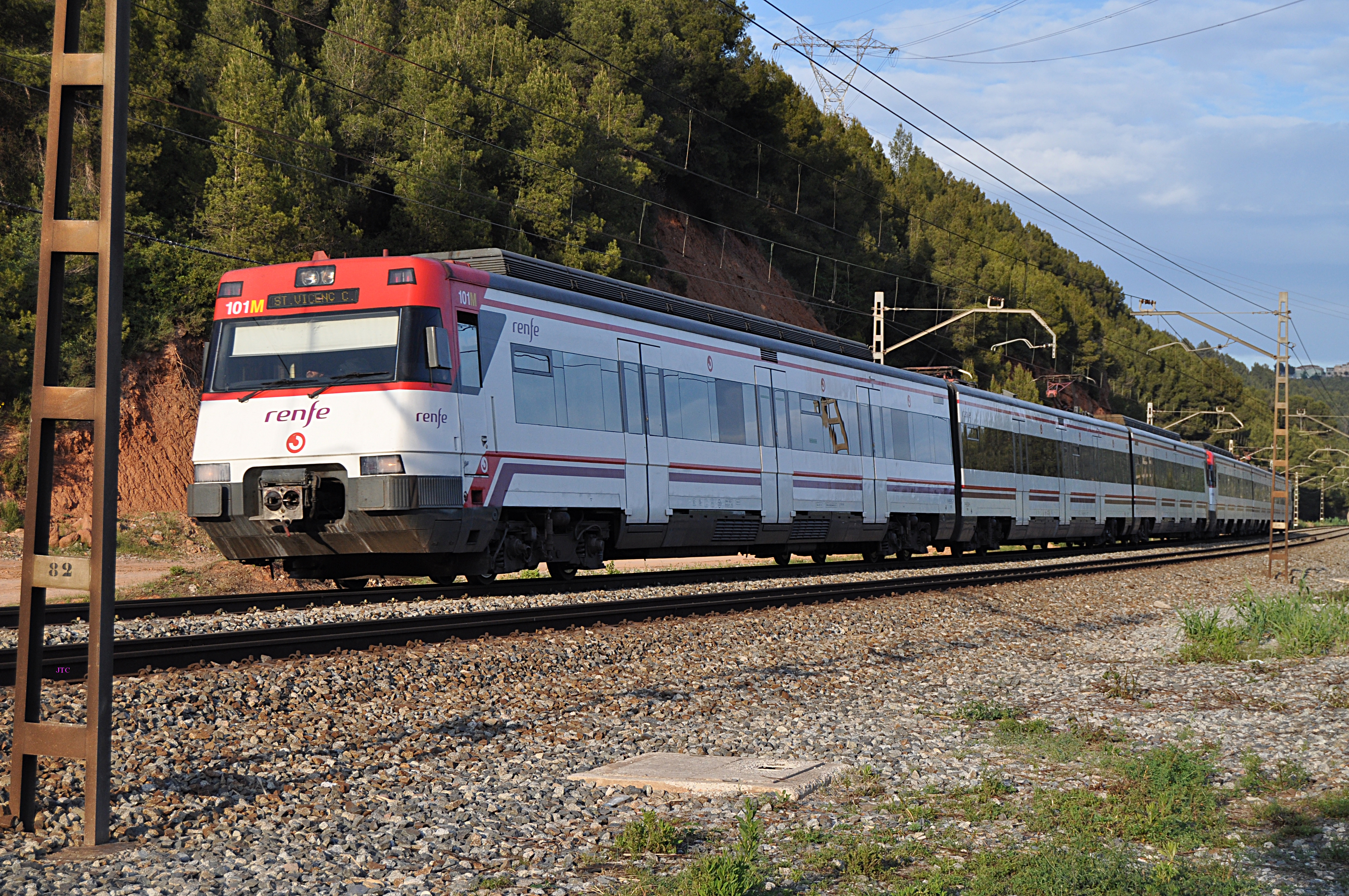
Unitat de la sèrie 447 de Renfe amb l'aspecte anterior al taronja de Rodalies de Catalunya

En 2024 es calculava que la ràtio empleat per quilòmetre de xarxa era de 2 a Renfe, per 10 a Ferrocarrils de la Generalitat de Catalunya (FGC) i 32 a Transports Metropolitans de Barcelona (TMB), i que la ràtio empleat/cotxe-km era de 26 a Renfe, per 51 de FGC i 41 a TMB, i la xarxa patia molt vandalisme, grafitis, robatoris de coure i agressions al personal de seguretat.
Després de molts anys de reclamar infructuosament el traspàs complet i encara sota la commoció per l'accident mortal que hi va haver entre dos trens a Sant Boi el maig de 2022, el novembre de 2023, durant el govern de Pere Aragonès, ERC i PSOE tanquen un acord, en el marc de les negociacions per investir Pedro Sánchez de nou com a president d'Espanya, que possibilitava el que va ser anomenat com a "traspàs integral". L'acord preveia la creació d'una nova empresa pública anomenada Rodalies Catalunya que en un futur assumiria el personal i els trens de Renfe Operadora a Catalunya. Aquesta empresa hauria de tenir una representació paritària entre l'Estat i la Generalitat, tot i que l'última tindria vot de qualitat a través de la presidència.
Per altra banda, l'acord també preveia que les infrastructures d'Adif serien traspassades a l'ens de la Generalitat Infraestructures Ferroviàries de Catalunya, Ifercat. Per tal de pilotar tota aquesta operació, la Generalitat encomanava un nou comissionat per al traspàs integral a l'exconseller Pere Macias, que fins aquell moment havia estat responsable de les obres en marxa a la xarxa, l'anomenat Pla Rodalies.
Al febrer de 2024, la Consellera de Territori, Ester Capella, i el ministre de Transports i Mobilitat Sostenible, Óscar Puente, van presidir la constitució de la comissió mixta que hauria de dirigir el traspàs. En la reunió es va decidir que en el termini de mig any haurien d'estar llestos els estatuts de l'empresa pública mixta Rodalies Catalunya. L'1 d'abril de 2024, Antonio Carmona va substituir com a director de Rodalies de Catalunya a Mayte Castillo, que va passar a dirigir el Museu del Ferrocarril de Catalunya, a Vilanova i la Geltrú.
Ja després del canvi de govern a la Generalitat i sota la presidència de Salvador Illa, el 2 d'octubre de 2024, el ministre de Transports, Óscar Puente, i la nova portaveu de govern i consellera de Territori, Habitatge i Transició Ecològica, Sílvia Paneque, es van reunir a Madrid. Paneque va qualificar la reunió de molt profitosa i va traslladar el compromís del govern de continuar amb el calendari del traspàs de Rodalies pactat pel govern anterior, malgrat que quan ERC encara estava a la Generalitat es va afirmar que la futura operadora estaria a punt durant el primer semestre del 2024: "ens hem compromès, com estava determinat, que abans d'acabar l'any, traslladarem un model d'empresa mixta, Generalitat-Ministeri, per dur a terme la gestió", va dir Paneque.

### Nou caos a rodalies i tercer anunci de traspàs (2025)
El 14 de gener de 2025, en el marc del debat públic entre el Partit dels Socialistes de Catalunya (PSC) i Esquerra Republicana de Catalunya (ERC) previ a la negociació dels pressupostos de la Generalitat de Catalunya (que finalment es van prorrogar), s'anuncia que finalment s'inicia el primer pas del traspàs amb l'aprovació del procediment tècnic per a la segregació de la línia R1 (la del Maresme) entre La Sagrera i Maçanet de la Selva de l'anomenada Red Ferroviaria de Interés General, a través d'una petició formal de l'administració de la Generalitat que posteriorment hauria de ser aprovada pel Consell de Ministres.
El febrer de 2025, la consellera de Territori, Sílvia Paneque, i la secretària general d'ERC, Elisenda Alemany, anunciaven en roda de premsa, un any més tard del previst inicialment, un nou acord a partir del qual s'aprovava el model de la nova operadora pública mixta entre Generalitat i Estat, que quedaria formalment constituïda durant l'any 2025, i que passaria a gestionar ja tot el sistema de Rodalies de Catalunya en substitució de Renfe a partir de l'1 de gener de 2026. Es tractava, segons van dir, d'un procés paral·lel al del traspàs de les línies i les infraestructures ferroviàries.
El caos a Rodalies, amb incontables incidències, cancel·lacions i vagues, va provocar que Renfe apartés de les seves funcions a finals de març de 2025 al director de Rodalies a Catalunya Antonio Carmona, sense destituïr-lo, i van passar al director operatiu del servei, Josep Enric García Alemany. Renfe va apartar dos treballadors del centre de gestió, dels que un d'ells va acabar acomiadat, acusats de boicotejar intencionadament el servei ferroviari, donant informació incorrecta perquè els trens no circulessin.

## Servei de Rodalia de Barcelona

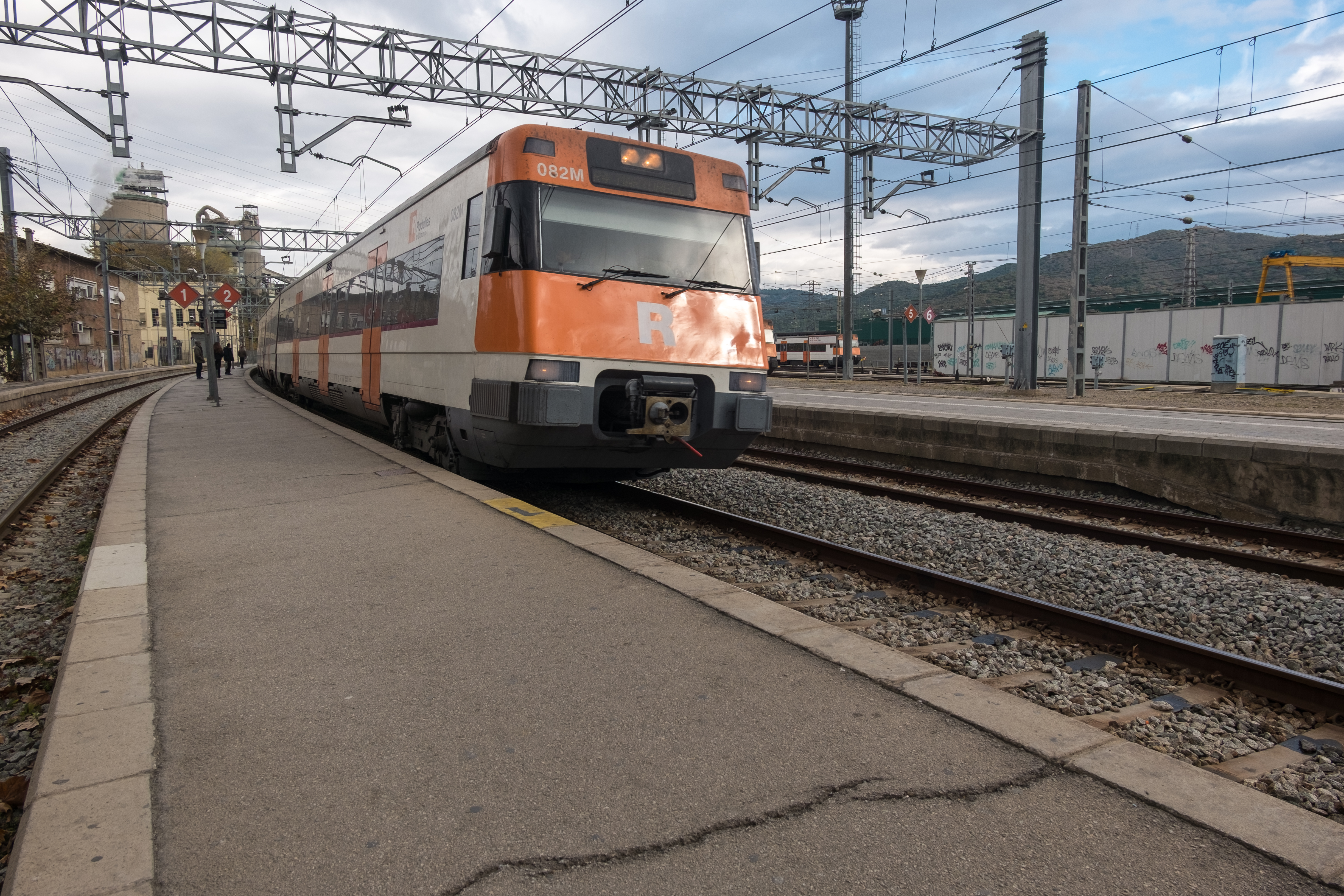
Tren de la línia R4 a Montcada Bifurcació, destinació Martorell.

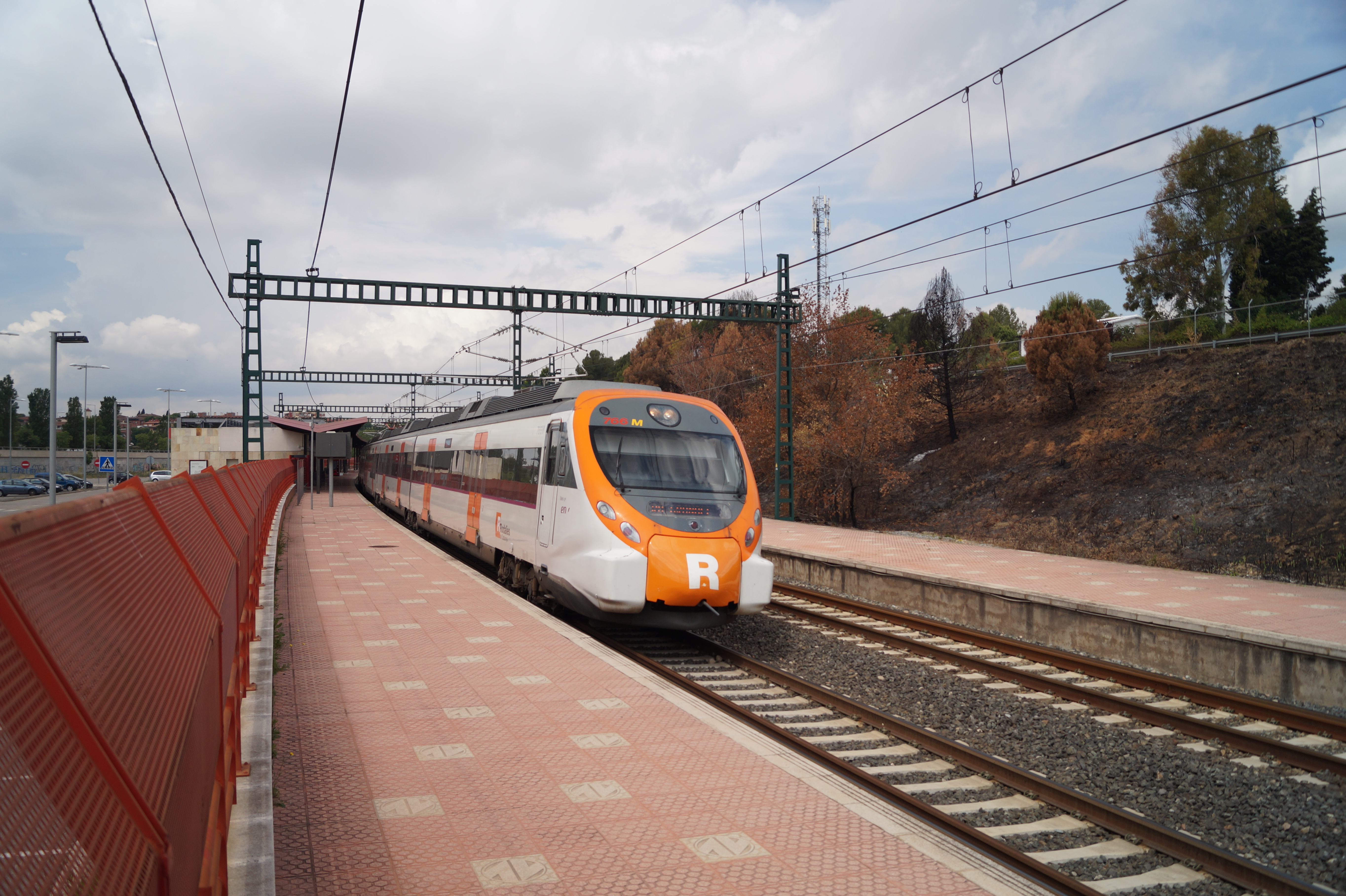
Tren de la línia R8 a Sant Cugat-Coll Favà, destinació Granollers.

La xarxa de rodalies està composta per serveis gestionats per Renfe Operadora i Ferrocarrils de la Generalitat de Catalunya. Renfe opera les línies R1, R2, R3, R4, R7 i R8 que corresponen a Rodalies de Catalunya, i FGC les línies R5 i R6 i diverses línies suburbanes: S1, S2, S3, S4, S5, S6, S7, S8 i S9. Els serveis de Rodalies de Catalunya enllacen amb els serveis Ferrocarrils de la Generalitat de Catalunya a Bellvitge/Gornal, Martorell o Martorell Central, Plaça de Catalunya, Volpelleres, Terrassa Estació del Nord i a Estació de Sabadell Nord.

Xarxa de rodalies de Renfe i FGC

| Nom | <<                                                               | >>                                                       | Primer servei | Servei actual | Estacions | Longitud Total (km) |
| --- | ---------------------------------------------------------------- | -------------------------------------------------------- | ------------- | ------------- | --------- | ------------------- |
|     | Molins de Rei / L'Hospitalet de Llobregat                        | Mataró / Calella / Blanes / Maçanet-Massanes             | 1848          | 1980          | 31        | 95'1                |
|     | Castelldefels                                                    | Granollers Centre                                        | 1854          | 1980          | 34        | 130,7               |
|     | Aeroport                                                         | Sant Celoni / Maçanet-Massanes                           | 1854          | 1980          | 34        | 130,7               |
|     | Sant Vicenç Calders / Vilanova i la Geltrú                       | Estació de França                                        | 1854          | 1980          | 34        | 130,7               |
|     | l'Hospitalet de Llobregat                                        | La Garriga / Vic / Ripoll / Puigcerdà / La Tor de Querol | 1875          | 1980          | 34        | 165,9               |
|     | Sant Vicenç Calders / Vilafranca del Penedès / Martorell Central | Terrassa Estació del Nord / Manresa                      | 1854          | 1980          | 39        | 143                 |
|     | Fabra i Puig                                                     | Cerdanyola Universitat                                   | 1982          | 2005          | 7         | 15                  |
|     | Martorell Central                                                | Granollers Centre                                        | 1982          | 2011          | 8         | 40                  |

### Estacions

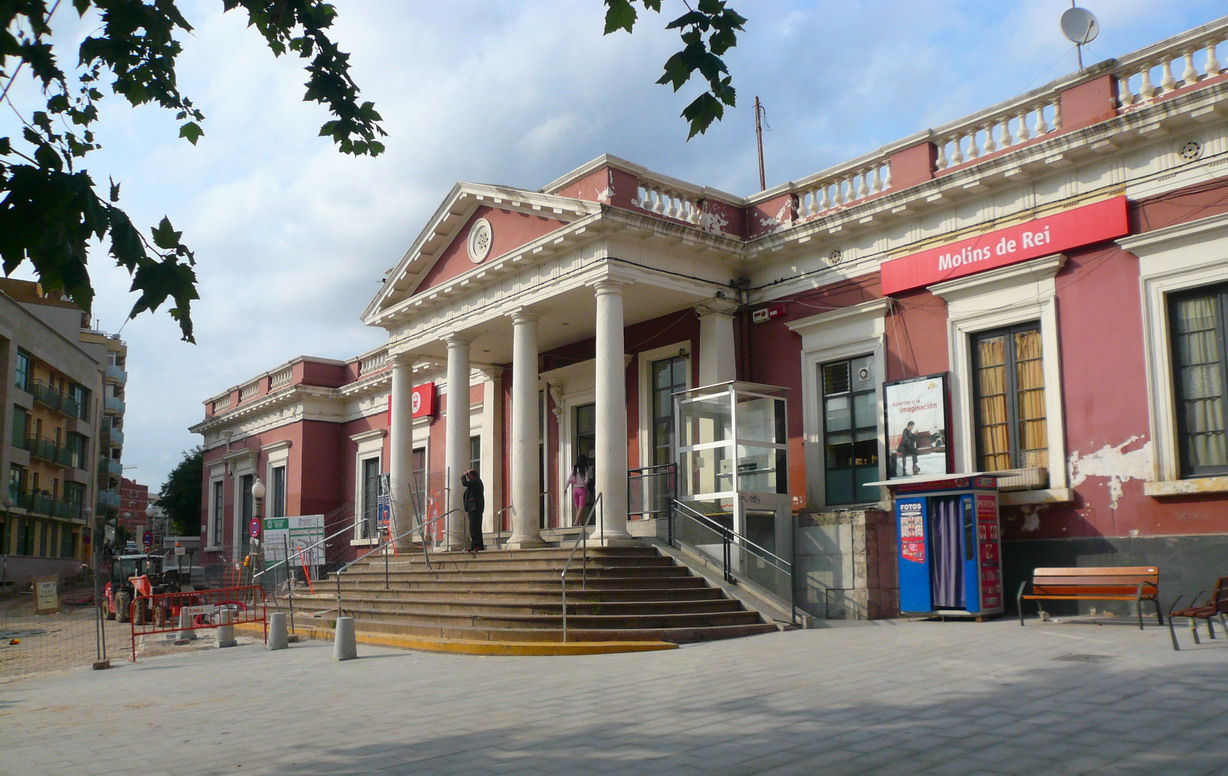
Estació de Molins de Rei

Per a un inventari complet de les estacions, vegeu la Llista d'estacions de tren de la regió metropolitana de Barcelona
A les línies de Rodalies de Catalunya, Renfe Operadora n'és l'operadora, però les estacions i vies són propietat d'Adif, ambdues empreses del Ministeri de Foment.
Les estacions d'Adif solen estar pintades d'un vermell granatós i blanc. Solen tenir taquilla i disposen de màquines d'autovenda de bitllets, exceptuant les estacions de Garraf, Palautordera i Riells i Vilabrea-Breda a la línia R2; Castellbell i el Vilar, Vacarisses-Torreblanca, Sant Miquel de Gonteres-Viladecavalls i Lavern-Subirats a la línia R4. Algunes estacions no disposen de barreres validadores, però disposen de màquines cancel·ladores a l'andana, sent l'accés a la mateixa lliure.
Totes les estacions d'Adif a Barcelona estan soterrades menys l'Estació de França. També estan soterrades les estacions de: Vic, Sabadell Centre i Nord, Terrassa, el Prat de Llobregat i Vilafranca del Penedès, aquestes dos últimes per l'arribada dels trens d'alta velocitat.

### Millores i accessibilitat

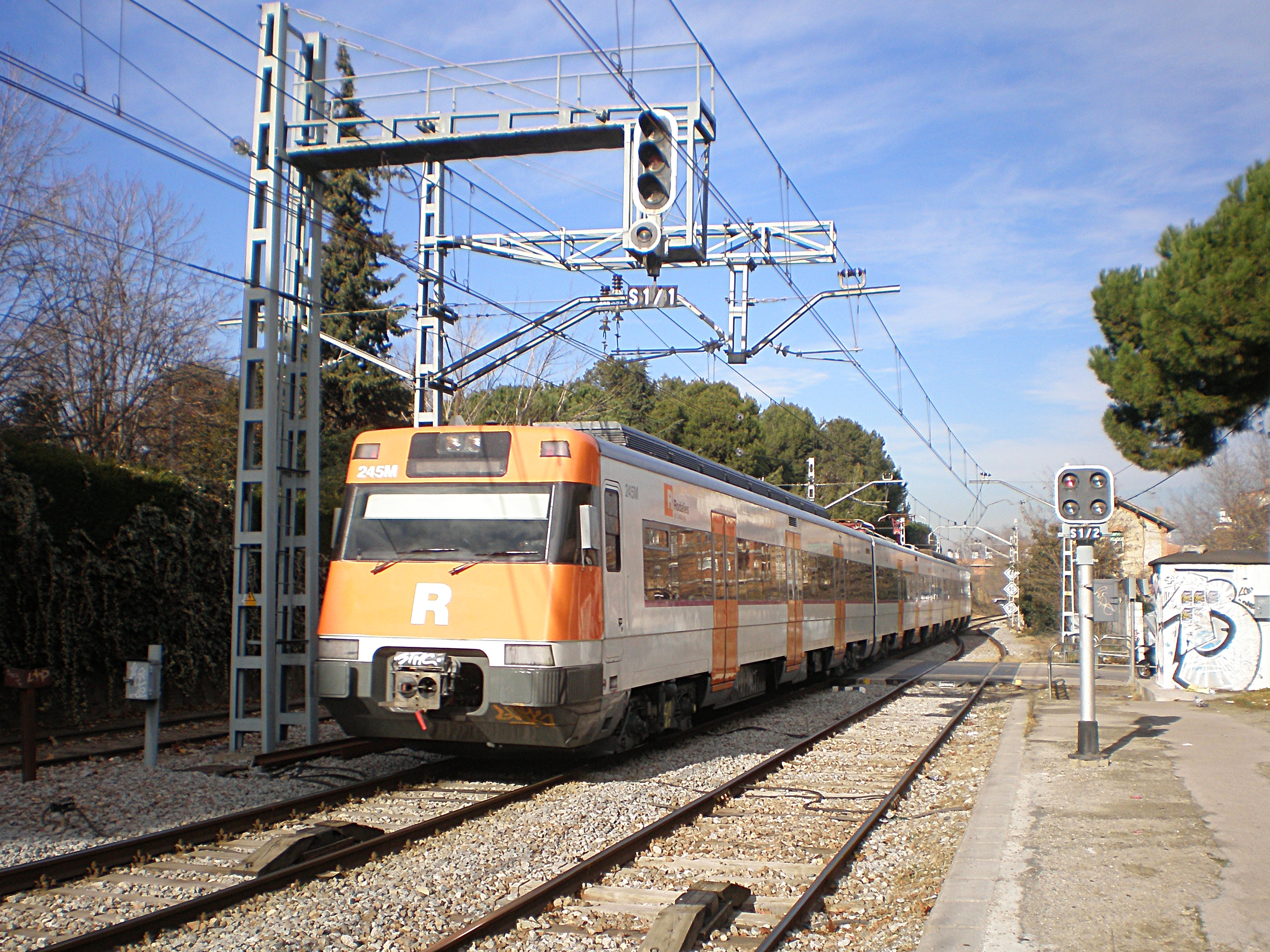
Una unitat elèctrica de la sèrie 447 de Renfe, que realitza un servei R3 de Rodalies de Catalunya, entrant a l'estació de Mollet - Santa Rosa a la línia 222 d'Adif de La Tor de Querol - Enveig a Montcada Bifurcació.

A conseqüència de l'aprovació del Codi d'Accessibilitat mitjançant el Decret 135/1995 de 24 de març l'any 2006, tota la xarxa de ferrocarril ha de ser accessible a les persones amb mobilitat reduïda.
En els últims anys s'han anat remodelant estacions de manera que s'eliminen els passos a nivell entre andanes substituint-los per passos inferiors o elevat dotats d'ascensors o escales mecàniques. En alguns casos també s'augmenta la mida del vestíbul. Per tal d'augmentar la capacitat de la xarxa s'estan allargant les andanes fins als 200 metres i s'apuja la cota d'aquestes fins als 68 cm sobre el raïl per tal de permetre l'accés de persones amb mobilitat reduïda (PMR) a peu pla. Encara queden algunes estacions per remodelar com l'estació d'Arc de Triomf, moltes ja han estat reformades, com l'estació de Passeig de Gràcia.

### Territori cobert
Dona servei principalment a la regió metropolitana de Barcelona, és a dir a les comarques de l'Alt Penedès, Baix Penedès, Bages, Baix Llobregat, Barcelonès, Garraf, Maresme, Vallès Occidental i Vallès Oriental. A més de les comarques de la Cerdanya, Osona, el Ripollès i la Selva.

### Projectes desfasats de la xarxa
| Nom           | <<                                                              | >>                                     | Línia | Antiga línia | Via (a Barcelona) | Serveis |
| ------------- | --------------------------------------------------------------- | -------------------------------------- | --- | --- | --- | --- |
|               | Sant Vicenç Calders per Vilanova i la Geltrú                    | Maçanet-Massanes per Mataró            | Línia de la costa | sud, Barcelona - Maçanet | Via Catalunya | |
|               | Sant Vicenç Calders per Vilafranca del Penedès                  | Maçanet-Massanes per Sant Celoni       | Línia de l'interior | nord, Barcelona - St. Vicenç. | Via Passeig de Gràcia | |
|               | Aeroport                                                        | Torelló / Puigcerdà / la Tor de Querol | Línia de Puigcerdà - el Prat | Vic - Barcelona, Antiga fins a l'Aeroport | Via Catalunya | |
|               | l'Hospitalet de Llobregat Castelldefels Platja (més enllà 2016) | Manresa                                | Línia Manresa | | Via Passeig de Gràcia | perllongament fins Castelldefels i Vía nou túnel de la Diagonal (nova construcció més enllà 2016) |
|               | Granollers Centre                                               | Martorell Central                      | Línia Circular | | Des de L'Estació de Martorell per Cerdanyola Universitat - Passeig de Gràcia - El Papiol - Cerdanyola Universitat fins a L'Estació de Granollers Centre                                                                                       | Vía nou túnel de la Diagonal |
|               | Martorell Central                                               | Granollers Centre                      | Línia Directe | | Directe Martorell Central - Granollers Centre via Cerdanyola Universitat | |
| Línia orbital | Vilanova i la Geltrú                                            | Mataró                                 | Nova línia: aprofita els trams existents entre (Vilafranca - Gelida), (Terrassa - Sabadell) i (Mollet - Granollers). Via de nova construcció entre (Vilanova - Vilafranca), (Gelida - Terrassa), (Sabadell - Mollet) i (Granollers - Mataró). | Nova línia: aprofita els trams existents entre (Vilafranca - Gelida), (Terrassa - Sabadell) i (Mollet - Granollers). Via de nova construcció entre (Vilanova - Vilafranca), (Gelida - Terrassa), (Sabadell - Mollet) i (Granollers - Mataró). | Nova línia: aprofita els trams existents entre (Vilafranca - Gelida), (Terrassa - Sabadell) i (Mollet - Granollers). Via de nova construcció entre (Vilanova - Vilafranca), (Gelida - Terrassa), (Sabadell - Mollet) i (Granollers - Mataró). | Nova línia: aprofita els trams existents entre (Vilafranca - Gelida), (Terrassa - Sabadell) i (Mollet - Granollers). Via de nova construcció entre (Vilanova - Vilafranca), (Gelida - Terrassa), (Sabadell - Mollet) i (Granollers - Mataró). |

- Millora d'infraestructura:
  - Perllongament R1 desde Molins de Rei a Cerdanyola Universitat per Castellbisbal.
  - Perllongament i millorar la R8 desde Martorell a Vilafranca del Penedès amb augment de freqüències..
  - Nou accés a l'Aeroport del Prat.
  - Doble via a l’R3 entre Montcada i Vic
  - Doble via a l’R1 entre Arenys de Mar - Blanes.
  - Nou Túnel de Montcada per reducció temps de viatge a l’R4.
  - Construcció d'un tercer túnel a Barcelona per l’Avinguda Diagonal o Travessera de Gràcia i el canvi del pas de les R3 i R4 Arxivat 2016-03-03 a Wayback Machine.

- Noves línies:
  - Línia Orbital Ferroviària (LOF), que connectarà Mataró, Granollers, Sabadell, Terrassa, Martorell, Vilafranca del Penedès i Vilanova i la Geltrú.
  - Nova línia Cornellà-Castelldefels, amb noves estacions a Sant Boi, Viladecans, Gavà i Castelldefels.

- Estacions:
  - Construcció de 3 noves estacions: Aeroport T1, Torrassa, Sagrera | TAV; i de 2 nous intercanviadors a Sant Cugat Centre i Martorell
  - Trasllat de l'estació Sant Andreu Comtal, 500 metres al nord, per evitar la proximitat amb la de Sagrera | TAV.
  - Modernització de les 108 estacions actuals, amb andanes de 200 m i accessibles per a persones amb mobilitat reduïda.
  - Creació de 7.000 noves places d'aparcament.

#### Pla Rodalies Barcelona 2008-2015
El Pla Rodalies Barcelona 2008-2015 es va aprovar el 20 de febrer de 2009 i suposa una inversió de 4.000 milions d'euros per modernitzar i ampliar les infraestructures de la xarxa de rodalia. A més aquest pla serviria per desbloquejar el traspàs de Rodalies a la Generalitat de Catalunya, segons la vicepresidenta del Govern d'Espanya María Teresa Fernández de la Vega.
Els objectius del pla són donar cobertura a 80.000 habitants més, ja que l'estudi diagnòstic apunta que la cobertura territorial és bona, augmentar un 60% l'oferta comercial per a assolir els 160 milions de passatgers, reduir el temps dels viatges en un 20% i reduir els retards a menys de 3 minuts en el 99% dels trens.
Construcció de nou estacions noves i allargar les andanes de les estacions existents fins als 200 metres per a trens més llargs, millorar l'accés per a persones amb mobilitat reduïda, dotar totes les estacions de parades d'autobús i taxis i pàrquings de bicicletes. També es preveu la construcció de quinze aparcaments per reduir els embussos a l'entrada de Barcelona. Construcció d'onze nous intercanviadors, el que suposa arribar als 21 intercanviadors.
També es preveu la renovació de la catenària, la instal·lació de catenàries rígides als túnels urbans de Barcelona i posar al dia el sistema de senyalització. S'inclou també la duplicació de 80 km que actualment són en via única com el tram entre Montcada i Reixac i Vic de la línia Barcelona-Puigcerdà (R3) i el tram entre Arenys de Mar i Blanes de la línia de Mataró.
Pel que fa a noves línies inclou la construcció de 25 km de nova via amb la línia Cornellà-Castelldefels, la línia el Prat - Aeroport i el túnel del Turó de Montcada i iniciar els estudis de la Línia Orbital Ferroviària (LOF) entre Vilanova i la Geltrú i Mataró per l'interior. Finalment, també es preveu la reestructuració de la xarxa fent que passin dues línies pel túnel de la Catalunya i dues pel túnel de Passeig de Gràcia i no 4 i 1 com passa actualment.

## Serveis de rodalia del Camp de Tarragona
La xarxa de rodalies està composta per dos serveis gestionats per Renfe Operadora.
| Nom | <<           | >>        | Inici del servei | Estacions |
| --- | ------------ | --------- | ---------------- | --------- |
|     | Reus         | Tarragona | 2014             | 3         |
|     | PortAventura | L'Arboç   | 2014             | 7         |

## Servei de rodalia de Girona
La xarxa de rodalia està composta per un servei gestionat per Renfe Operadora.
| Nom | <<                        | >>                 | Inici del servei | Estacions |
| --- | ------------------------- | ------------------ | ---------------- | --------- |
|     | L'Hospitalet de Llobregat | Figueres / Portbou | 2014             | 44        |

## Servei de rodalia de Lleida
La xarxa de rodalies està composta per serveis gestionats per Renfe Operadora i Ferrocarrils de la Generalitat de Catalunya. Renfe opera la línia RL3 i RL4 que corresponen a Rodalies de Catalunya, i FGC les línies RL1 i RL2. Els serveis de Rodalies de Catalunya enllacen amb els serveis Ferrocarrils de la Generalitat de Catalunya a Lleida-Pirineus
| Nom                                         | <<                                          | >>                                          | Inici del servei                            | Estacions                                   |
| Ferrocarrils de la Generalitat de Catalunya | Ferrocarrils de la Generalitat de Catalunya | Ferrocarrils de la Generalitat de Catalunya | Ferrocarrils de la Generalitat de Catalunya | Ferrocarrils de la Generalitat de Catalunya |
| ------------------------------------------- | ------------------------------------------- | ------------------------------------------- | ------------------------------------------- | ------------------------------------------- |
|                                             | Lleida-Pirineus                             | Balaguer                                    | 2018                                        | 6                                           |
|                                             | Lleida-Pirineus                             | La pobla de Segur                           | 2018                                        | 17                                          |
| Rodalies de Catalunya                       |                                             |                                             |                                             |                                             |
|                                             | Lleida-Pirineus                             | Cervera                                     | 2024                                        | 9                                           |
|                                             | Lleida-Pirineus                             | Terrassa Estació del Nord per Manresa       | 2024                                        | 18                                          |

## Serveis regionals

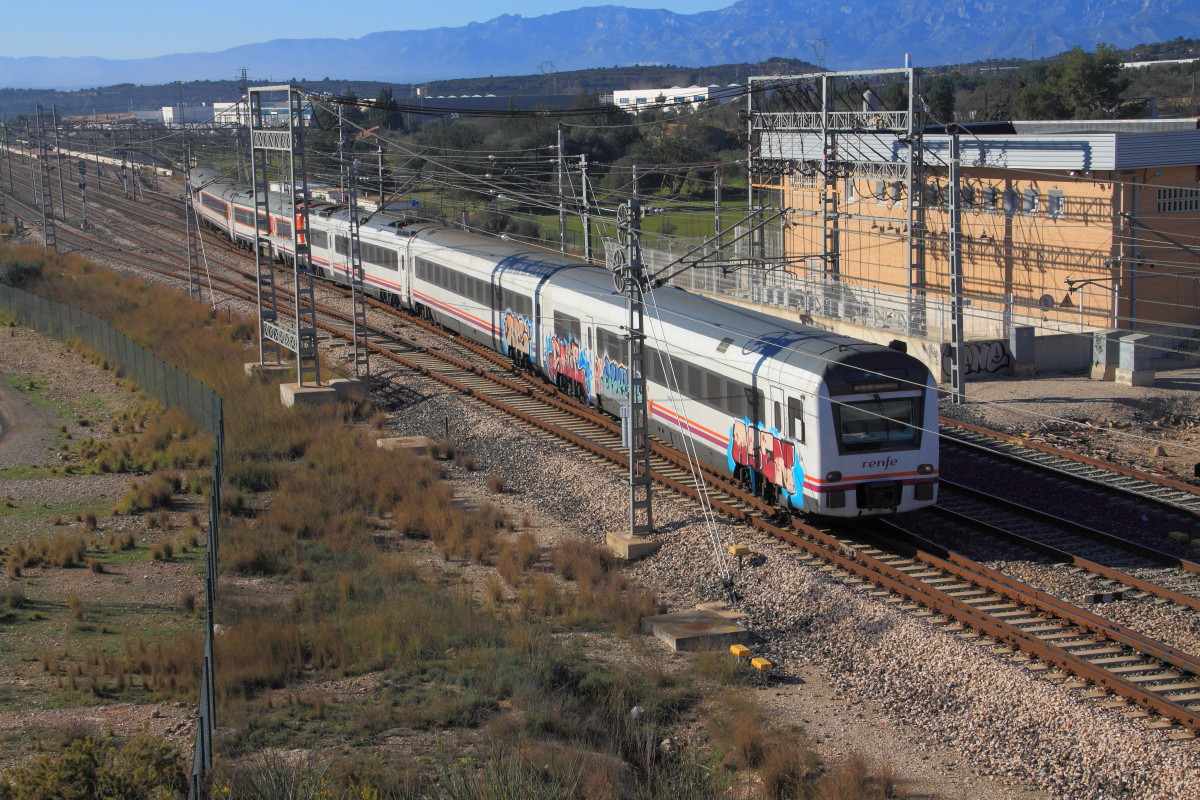
Tren de la línia regional R16 entrant a l'estació de l'Aldea - Amposta, destinació Tortosa.

La xarxa de regionals està composta per set línies.
| Nom | <<                                    | >>                                                   | Primer servei | Estacions | Longitud Total (km) |
| --- | ------------------------------------- | ---------------------------------------------------- | ------------- | --------- | ------------------- |
|     | Barcelona-Sants                       | Cervera de la Marenda per Granollers Centre i Girona | 1854          | 28        | 170                 |
|     | Barcelona Estació de França           | Lleida Pirineus per Valls                            | 1881          | 31        | 176                 |
|     | Barcelona Estació de França           | Lleida Pirineus per Tarragona i Reus                 | 1881          | 32        | 204                 |
|     | Barcelona Estació de França           | Riba-roja d'Ebre per Tarragona i Reus                | 1881          | 23        | 190                 |
|     | Barcelona Estació de França           | Tortosa/Ulldecona                                    | 1881          | 19        | 172                 |
|     | Tarragona/Barcelona Estació de França | PortAventura                                         | 1881          |           |                     |

## Material motor
Actualment, hi ha cinc tallers de manteniment de trens a Mataró, Sant Andreu Comtal, Montcada, Cornellà i Vilanova i la Geltrú. A gener de l'any 2025, la xarxa de Rodalies de Catalunya compta amb 196 combois destinats a serveis de rodalies i 69 combois destinats a serveis regionals.

### Serveis de Rodalies
| Sèrie | Imatge | Número | Any  | Cotxes | Seients | Capacitat total |
| 447   |        | 111    | 1993 | 3      | 243     | 555             |
| 450   |        | 6      | 1991 | 6      | 1008    | 1564            |
| 451   |        | 12     | 1991 | 3      | 498     | 770             |
| 463   |        | 8      | 2006 | 3      | 169     | 607             |
| 464   |        | 1      | 2006 | 4      | 223     | 832             |
| 465   |        | 58     | 2006 | 5      | 277     | 997             |

### Serveis Regionals
| Sèrie | Imatge | Número | Any  | Cotxes | Seients | Capacitat total |
| 447MD |        | 18     | 1993 | 3      | 243     | 555             |
| 448   |        | 18     | 1992 | 3      | 238     | 520             |
| 449   |        | 19     | 2009 | 5      | 261     | 550             |
| 470   |        | 14     | 2000 | 3      | 234     | 600             |